# King City (Kalifornien)
King City ist eine US-amerikanische Stadt im Monterey County im US-Bundesstaat Kalifornien.
Das U.S. Census Bureau hat bei der Volkszählung 2020 eine Einwohnerzahl von 13.332 ermittelt. King City liegt im Tal des Salinas River bei den geographischen Koordinaten 36,21° Nord, 121,13° West. Das Stadtgebiet umfasst eine Größe von 9,6 km².

## Söhne und Töchter der Stadt
- Jeff Andrus (1947–2011), Drehbuchautor und Schriftsteller